# June Storey
Pour les articles homonymes, voir Storey.
June Storey (née le 20 avril 1918 à Toronto, morte le 18 décembre 1991) est une actrice canadienne qui est apparue dans 45 films dans les années 1930 et 1940.

## Biographie
June Storey est née en 1918 à Toronto au Canada. Sa famille a déménagé au Connecticut quand elle avait cinq ans, puis en Californie en 1930, où elle étudie à la Laguna Beach High School (en). Elle a retenu l'attention de la Fox Film Corporation en passant des auditions pour des films. Elle prend par la suite des cours de comédie et de danse. En 1934, elle fait sa première apparition dans le film Student Tour, puis en 1935 signe un contrat de sept ans avec la 20th Century Fox, pour qui elle joue dans de nombreux films dont une dizaine de westerns. Elle travaille brièvement avec Columbia avant de mettre un terme à sa carrière.
Elle meurt en décembre 1991 d'un cancer.

## Filmographie
- 1934 : Student Tour de Charles Reisner
- 1936 : Dortoir de jeunes filles (Girls Dormitory) d'Irving Cummings  : Greta
- 1936 : Career Woman : Edith Clark
- 1937: L'Incendie de Chicago (In Old Chicago)
- 1937 : Thin Ice
- 1937 : Love and Hisses
- 1938: Happy Landing : Stewardess
- 1938 : Island in the Sky : Lucy Rhodes
- 1938 : Down in 'Arkansaw' : Mary Weaver
- 1938 : Deux Camarades (Orphans of the Street) de John H. Auer : Lorna Ramsey
- 1939: Home on the Prairie : Martha Wheeler
- 1939 : Les Trois Louf'quetaires (en) : Farm Girl
- 1939 : Pardon Our Nerve : Check Room Girl
- 1939 : Blue Montana Skies : Dorothy Hamilton
- 1939 : Sorority House : Norma Hancock
- 1939 : Mountain Rhythm : Alice
- 1939 : Mickey the Kid : Sheila Roberts
- 1939 : Colorado Sunset : Carol Haines
- 1939 : In Old Monterey (en) de Joseph Kane : Jill Whittaker
- 1939 : Premier Amour (First Love) de Henry Koster : Wilma van Everett
- 1939 : South of the Border : Lois Martin
- 1940 : Rancho Grande : Kay Dodge
- 1940 : In Old Missouri : Mary
- 1940 : Gaucho Serenade (en) : Joyce Halloway
- 1940 : Carolina Moon (en) : Caroline Stanhope
- 1940 : Ride, Tenderfoot, Ride : Ann Randolph
- 1940 : Barnyard Follies : Louise Dale
- 1941 : The Lone Wolf Takes a Chance : Gloria Foster
- 1941 : Hello, Sucker : Trixie Medcalf
- 1941 : Dance Hall : Ada
- 1941 : Dangerous Lady : Phyllis Martindel
- 1942 : Girls' Town : Myra Norman
- 1944 : End of the Road : Kitty McDougal
- 1945 : Road to Alcatraz : Kit Norton
- 1945 : Song of the Prairie : Joan Wingate
- 1946 : Le Démon de la chair : Lena Tempest
- 1947 : Mac Coy aux poings d'or (Killer McCoy) : Arlene
- 1948 : Secret Service Investigator : Laura Deering Redfern
- 1948 : Train to Alcatraz : Virginia Marley
- 1948 : Miraculous Journey : Rene La Cour
- 1948 : La Proie (Cry of the City) : Miss Boone
- 1948 : La Fosse aux serpents (The Snake Pit) : Miss Bixby
- 1948 : Trouble Preferred de James Tinling: Hilary Vincent
- 1949 : Miss Mink of 1949 : Rose Pendelton
- 1949 : La Tigresse (Too Late for Tears) de Byron Haskin